# 异狂国度
是2018年美国纪录片，讲述印度上师薄伽凡·室利·罗杰尼希与他的前私人助理玛·阿南德·席拉带领信众在美国俄勒冈州沃斯科县建立罗杰尼希社区的故事。影片于圣丹斯电影节首映后，2018年3月16日在Netflix上线。

## 评价

### 专业评价
汇总媒体烂番茄根据40条专业评论，打出98%的新鲜度，平均得分7.8/10。网站共识写道：“《异狂国度》这部成功的作品研究了美国历史被遗忘的一页，要看过才会相信。”Metacritic评论8条，平均分79/100，表示“普遍好评”。
RogerEbert.com的尼克·艾伦（Nick Allen）写道：“《异狂国度》巧妙地处理了这个故事，深入探讨非常复杂的善恶观，本身就具有深远而令人着迷的力量。”
影片获得创意艺术艾美奖最佳纪录片或非虚构系列剧奖。

### 批评
部分人批评《异狂国度》遗漏罗杰尼希教信众活动的关键訊息，尤其是性骚扰女性和儿童，以及意图制造艾滋病疫情。记者温·麦考马克（Win McCormack）写道：“制作人没有做好解释的工作。他们没有在影片中正视一些更加重要的议题，完全将其他内容排除在外。被排除的内容包括一小撮邪教徒那最令人憎恨的做法，以及这种威胁不仅直接影响到了他们在俄勒冈州的邻居，还影响了整个世界的真实情况。”纪录片的主要消息来源之一，简·斯托克（Jane Stork）在她的自传《破咒：我在罗杰尼希教的生活》（Breaking the Spell: My Life as a Rajneeshee）和《自由路漫漫》（Long Journey Back to Freedom）中表示，她在罗杰尼希教的时候，自己的孩子就遭到性虐待。这些内容都没有在纪录片中出现。

### 奥修国际基金会
奥修国际基金会（Osho International Foundation）是专门负责管理罗杰尼希教的房产，在印度浦那经营奥修国际冥想度假村的公司。公司在其网站《奥修时报》上回应了这部纪录片：“很不幸，这部系列纪录片没有探讨关键的要点，因此也没能明确的讲出整件事情背后的真实故事。”声明认为俄勒冈州的事件实际上是“美国政府的阴谋论，从白宫到地方政府都在打压奥修建立一个意识生活社区的愿景。”